# 1982 w grach komputerowych

Artykuł opisuje ważne wydarzenia w 1982 roku w branży gier komputerowych. Zobacz też: historia gier komputerowych.

## Wydarzenia

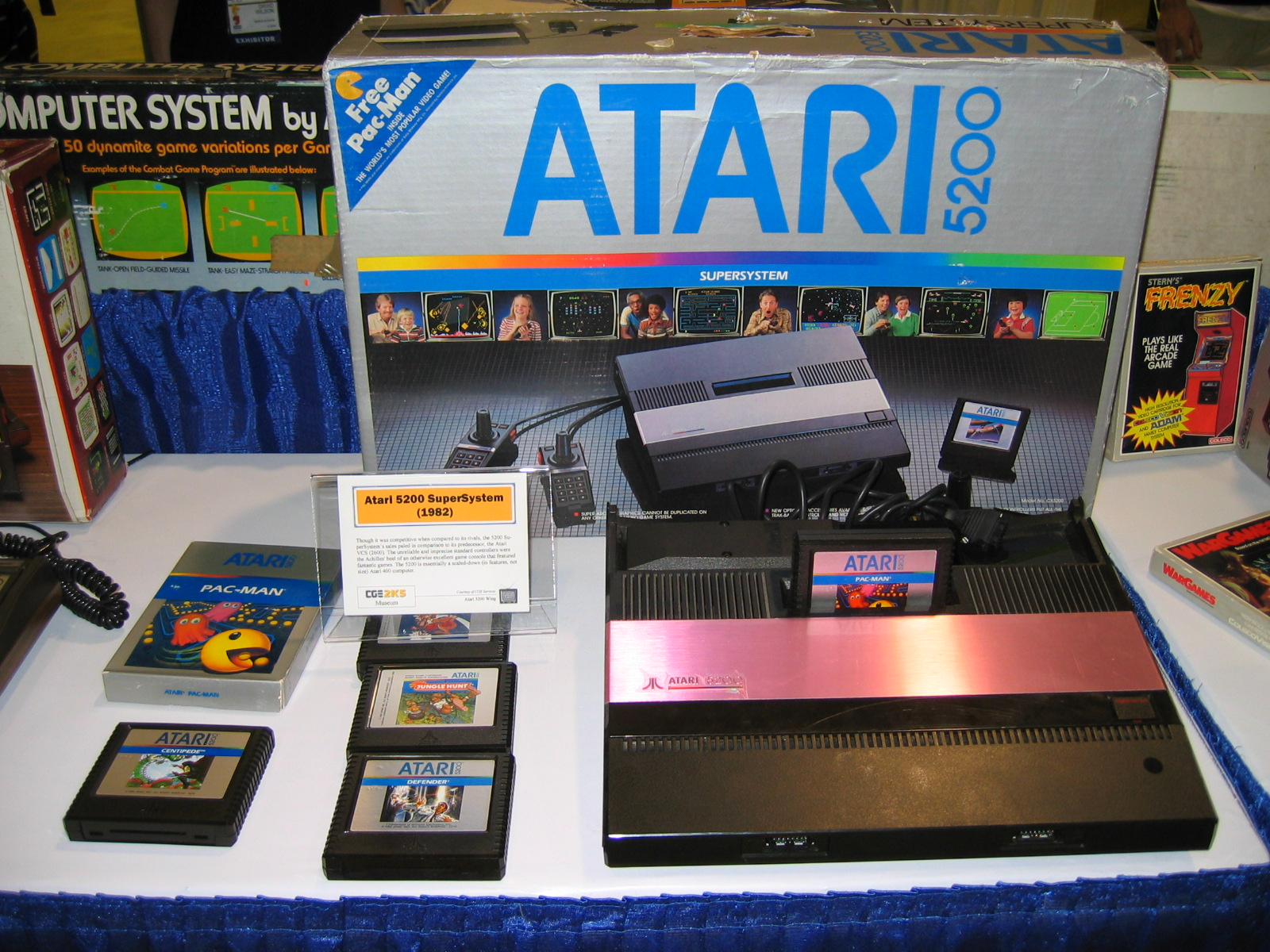
Atari 5200

- wydanie konsoli Atari 5200[1]
- sierpień - wydanie konsoli ColecoVision[1]

## Wydane gry
- 20 kwietnia - Pitfall![2]
- 15 czerwca - Ultima II[3]
- dokładna data wydania nieznana - Dig Dug
- dokładna data wydania nieznana - Donkey Kong Jr
- dokładna data wydania nieznana - Wizardry II: The Knight of Diamonds